# 탤리 브라운

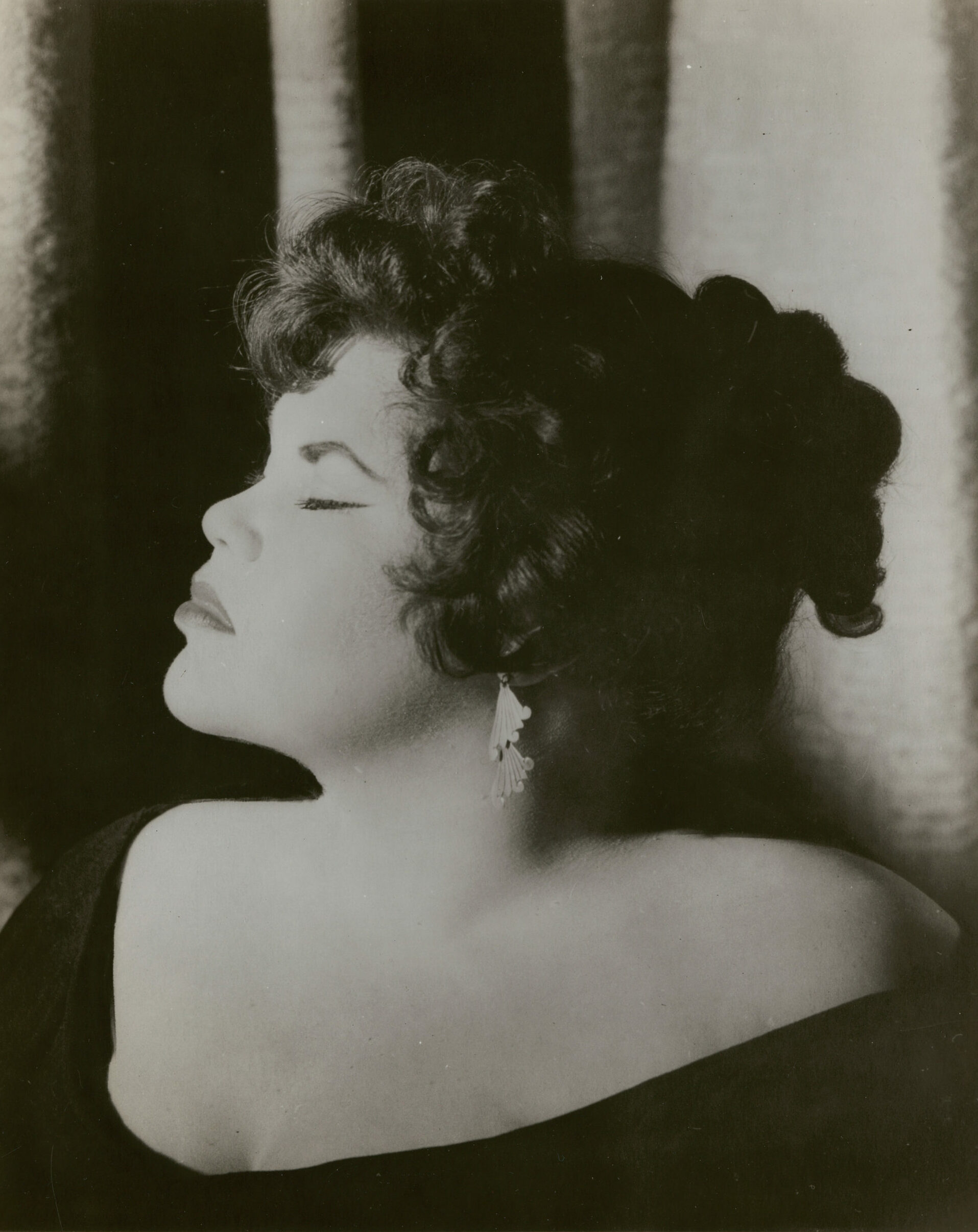

탤리 브라운(Tally Brown, 1934년 8월 1일 ~ 1989년 5월 6일)은 미국의 가수, 배우, 영화배우이다.
뉴욕에서 태어났으며 뉴욕에서 사망하였다.

## 영화
- 뉴욕 메모리스 (2010년)
- 자글라 (1980년)
- 브랜드 X (1970년)
- 배트맨 드라큐라 (1964년)